# Junkers EF 126
O Junkers EF 126 foi um caça experimental movido a jato de pulso projetado na Alemanha nazista por Junkers durante os meses finais do Terceiro Reich. Nenhum protótipo foi construído antes do fim da guerra, mas o desenvolvimento da aeronave foi concluído sob supervisão soviética e os primeiros protótipos voaram em 1946-1947.